# Бернд Дерфель
Бернд Дерфель (нім. Bernd Dörfel, нар. 18 грудня 1944, Гамбург) — західнонімецький футболіст, що грав на позиції півзахисника та нападника.
Виступав, зокрема, за клуб «Гамбург», а також національну збірну ФРН.

## Клубна кар'єра
Так само, як і його старший брат Герт Дерфель, Бернд розпочав займатись футболом у рідному місті Гамбург, спочатку в клубі «Грюн-Вайс», а потім в «Гамбурзі». Дорфель походив із сім'ї футболістів. Його батько Фрідо та його дядько Ріхард також грали за «Гамбург».
Бернд у дорослому футболі дебютував 1963 року виступами за команду клубу «Гамбург», в якому провів п'ять сезонів, взявши участь у 88 матчах чемпіонату. За цей час був з командою фіналістом Кубка ФРН у 1967 році, де його клуб програв «Баварії» (0:4), а також фіналістом Кубка володарів кубків 1968 року, програвши «Мілану» (0:2).
Протягом 1968—1970 років захищав кольори «Айнтрахта» (Брауншвейг). У першому сезоні був основним гравцем клубу, втім у другому поступово втратив місце в основі, зігравши у другій половині лише 4 гри у Бундеслізі.
В результаті 1970 року Дерфель перейшов у швейцарський «Серветт», з яким у першому ж сезоні виграв Кубок Швейцарії. Його кар'єра закінчилася влітку 1973 року після серйозної травми коліна з пошкодженням м'язів та розривом хрестоподібних зв'язок.

## Виступи за збірну
19 листопада 1966 року дебютував в офіційних матчах у складі національної збірної Німеччини в Кельні проти Норвегії (3:0). Протягом кар'єри у національній команді, яка тривала 4 роки, провів у формі головної команди країни 15 матчів, забивши 2 голи.